# Dichrorampha harpeana
Dichrorampha harpeana is een vlinder uit de familie bladrollers (Tortricidae). De wetenschappelijke naam is voor het eerst geldig gepubliceerd in 1870 door Frey.
De soort komt voor in Europa.